# Carex multicaulis
Carex multicaulis är en halvgräsart som beskrevs av Liberty Hyde Bailey. Carex multicaulis ingår i släktet starrar, och familjen halvgräs. Inga underarter finns listade i Catalogue of Life.